# Rodney McKay
Meredith Rodney McKay a német-kanadai-amerikai Csillagkapu és Csillagkapu: Atlantisz című sci-fi sorozatok szereplője. A sorozatokban katonai csapatok fedezik fel a galaxist egy idegen technológia segítségével, a csillagkapu-hálózaton keresztül. A David Hewlett által alakított karakter főszereplője a Csillagkapu: Atlantisznak, és visszatérő szereplője a Csillagkapu sorozatnak. McKay főszerepet kap az előkészületi fázisban lévő, várhatóan 2010-ben csak DVD-re megjelenő Csillagkapu: Atlantisz film, a Stargate: Extinction című filmben is.
Dr. Rodney McKay az Egyesült Államok Légierejének alkalmazottja. Először a Csillagkapu 5. évadjának tizennegyedik, 48 óra című részében tűnik fel, amikor a Csillagkapu Programhoz csatlakozik. Ezután további két epizódjában szerepelt még a sorozatnak, majd a Pegazus-galaxisban játszódó Csillagkapu: Atlantisz főszereplője lett. Ezt követően csak alternatív idősíkokon és valóságokban jelent meg a Csillagkapuban, majd a 10. évad Pegazus-terv című crossoverben. Összességében Rodney McKay az egyetlen John Sheppard (Joe Flanigan) mellett, aki az Atlantisz legtöbb epizódjában szerepelt, ezen túl McKay-é a legtöbb képernyőn töltött idő is.

## Szerepe a Csillagkapu: Atlantiszban
Rodney McKay 1968-ban született. Testvére Jennie Miller (Kate Hewlett), aki hozzá hasonló zseni. McKay akkor fordult a tudományok felé, amikor zongoratanára megmondta neki, nincs érzéke a művészethez. Fiatalkorában McKay egy cserkészcsapat, a Hódok tagja volt.
A Csillagkapu sorozatban való első feltűnését megelőzően McKay az 51-es körzetben dolgozott, ahol a csillagkapu-hálózat első számú ismerőjévé vált, bár magával a kapuval nem dolgozhatott, csak számítógépes szimulációkkal. A 48 óra című epizódban Carter őrnagy mellé rendelték, hogy együttes erővel oldják meg a Csillagkapuban rekedt Teal'c kiszabadítását, de McKay ötletei mindig csődöt mondtak. Ezután Oroszországba rendelték, ahol a naquadah generátor fejlesztésének munkálatait felügyelte. A Csillagkapu sorozat Megváltás című epizódjában ismét a CSKP-ra került, amikor Anubisz megpróbálta túltölteni a Csillagkaput.
Az atlantiszi bázis felfedezése után McKay a Dr. Elizabeth Weir vezetése alatt álló csapat tagjaként a Pegazus galaxisba utazott, és az expedíció vezető tudósa lett, valamint a John Sheppard által irányított csapat egyike lett Teyla Emmagan és Aiden Ford hadnagy mellett. Mivel McKay nem rendelkezett az ős eszközök működtetéséhez szükséges génnel, elsőként jelentkezett Dr. Beckett génterápiájára a Bújócska című részben.
Az Atlantisz sorozatban McKay főszereplőként tűnik fel. Kissé arrogáns, narcisztikus önimádattól szenvedő zseni, aki alapjában véve mégis jószívű, és bármely idegen szerkezetet másodpercek alatt meghackkel.
Az Univerzum sorozatban egy rész erejéig kapott epizódszerepet, a II. évad 15. részében (Seizure). Woolsey-val, Young ezredessel, Scott hadnaggyal és másokkal együtt részt vett a kétségbeesett és csúfos kudarccal végződő langarai akcióban, mint vezető tudós, amely célja az volt, hogy erről az Icarus-típusú bolygóról tárcsázzák a Végzetet, és hazahozzák a legénységet. A biztonsági kockázat és a langaraiak ezzel összefüggő ellenállása meghiúsította a tervet, amelynek alapja McKay egyik elmélete volt.

## Alternatív valóságok
- Egy alternatív idővonalban McKay magára vállalja, hogy az újonnan felfedezett Atlantiszon kinyisson egy, a Pocsolyaugrók részére szolgáló víz alatti bejáratot. Mikor az irányítótermet elárasztja a víz, Mckay megfullad. (Mielőtt elaludnék)

- Egy alternatív idővonalban Dr. Rodney Mckay a Cheyenne-hegy alatti komplexum vezető asztrofizikusa. Nem allergiás a citrusfélékre, sőt kedvence a citromos csirke. A valós idővonalbeli McKayhez hasonlóan itt is bele van habarodva Samantha Carterbe és a Pocsolyaugrókat szintén „Kapuhajónak” akarta elnevezni. (Moebius)

- Egy alternatív idővonalban egy másik valóságból újabb Rodney „Rod” McKay érkezik Atlantiszra egy kísérlet során. A kísérlet Rod univerzumában szakadást okozott abban a valóságban. Rod, a valós idejű Mckay és testvére, Jeannie Miller együtt dolgoznak a megoldáson, hogy a szakadást megállítsák és Rod visszatérhessen saját univerzumába. (McKay és Mrs. Miller)

- Egy alternatív valóságban Mckay szemüveges és Lorne őrnagy szerint egy „milliomos seggfej”. Feleségül vette Cartert, majd elváltak. Carter az ő segítségét kéri, amikor egy hiba folytán másik univerzumba került. (A járatlan út)

- Amikor John Sheppard egy napkitörés okozta kapuhiba miatt 48 ezer évet utazott előre a jövőbe, egy alternatív idővonal alakult ki, melyben „Michael” megszerezte a Pegasus-galaxis feletti uralmat, kiirtva a lidérceket és az ottani embereket is. McKay-t a bázis embereinek legtöbbjével visszarendelték a Földre, mert az IOA úgy döntött, a Föld takarékossági okokból nem segít többé a Pegazus-galaxis népeinek. A visszaúton romantikus kapcsolat jött létre közte és Dr. Keller között, majd a doktornő meghalt egy vírus miatt. McKay huszonöt évet töltött azzal, hogy rájöjjön, hogyan hagyhat üzenetet Sheppardnek és segíthet neki visszatérni saját idejébe, hogy ezzel megakadályozza az eseményeket. A terve sikerült, Sheppard visszatért a saját idejébe, és a McKay által elmondottakat felhasználva, módosította az idővonalat, teljesen felszámolva Michael kezdődő hatalmát. (Az utolsó ember)

- Egy alternatív valóságban McKay megtervez és megépít egy alternatív valóság meghajtót és a egy alternatív Daedaluson helyezi el. A meghajtó később meghibásodik, irányíthatatlanná válik és egyik univerzumból a másikba viszi a hajót. (A Daedalus változatok)

- Egy alternatív valóságban Sheppard és csapata egy alternatív Daedaluson reked és éhen hal. (A Daedalus változatok)

- Egy alternatív valóságban McKay egy olyan atlantiszi expedíció tagja, melyben John Sheppard nincs benne. McKay jegygyűrűt hord, bár nem derül ki, ki a felesége (valószínűleg Dr. Jennifer Keller). Sheppard ebben a valóságban nyomozó, McKay és ő együtt akadályozza meg, hogy egy Földön élő lidérc elküldje a Föld koordinátáit a Pegazus-galaxis lidérceinek. A jel ugyanakkor átkerül a nem-alternatív „lehetséges világba”, lehetőséget adva egy szupererős lidérc kaptárhajónak, amit „Todd” egyik áruló alvezére irányított, hogy végrehajtsa saját, Föld elleni támadását. (Vegas)

## Érdekességek
- McKay-t az eredeti tervek szerint felváltotta volna egy Dr. Ingram nevű tudós, de végül a Csillagkapu: Atlantisz készítői felkérték David Hewlettet a szerep folytatására[7]
- A közkedvelt téveszme ellenére Hewlett nem allergiás a citrusfélékre, ezt demonstrálta is egy citrom megevésével egy interjú során a 2. évad DVD-jén[8]
- Rodney McKay és John Sheppard az egyetlen olyan szereplők a sorozatban, akik mindegy egyes epizódban szerepeltek
- A McKay testvérét, Jeannie Millert alakító Kate Hewlett a valóságban is David Hewlett testvére[9]

## Külső hivatkozások
- Rodney McKay a Stargate Wiki-n
- Rodney McKay a SyFy-on